# Lynn Ø

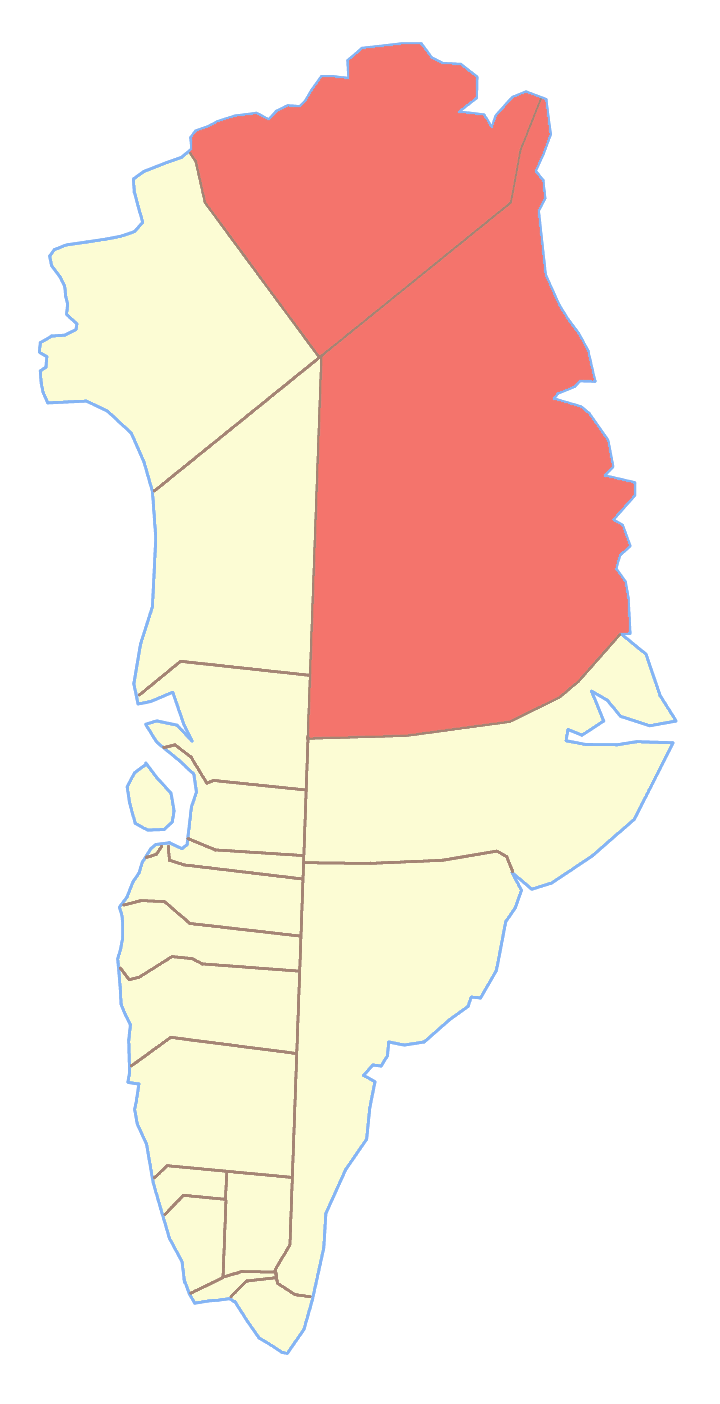
Parco nazionale della Groenlandia nordorientale, dove si trova Lynn Ø

Lynn Ø è un'isola disabitata della Groenlandia di 231 km². 
Prima della riforma municipale groenlandese faceva parte della contea della Groenlandia Orientale.
È situata a l'ovest de Hovgaard Ø, isola più grande, nel Parco nazionale della Groenlandia nordorientale, fuori da qualsiasi comune.